# Happy Now (Kygo)
Happy Now is een nummer van de Noorse dj Kygo uit 2018, ingezongen door de Zweedse zanger Sandro Cavazza.
"Happy Now" is een ode van Kygo en Sandro Cavazza aan hun overleden vriend Avicii, wat voor Kygo een groot voorbeeld was. Het nummer werd vooral een hit in Noord- en Oost-Europa. In Kygo's thuisland Noorwegen haalde het nummer bijvoorbeeld de 6e positie. In het Nederlandse taalgebied werd het nummer een klein hitje, met een 19e positie in de Nederlandse Top 40 en een 26e positie in de Vlaamse Ultratop 50.